# Могаммадабад (Хондаб)
Могаммадабад (перс. محمداباد) — село в Ірані, у дегестані Хондаб, у Центральному бахші, шагрестані Хондаб остану Марказі. За даними перепису 2006 року, його населення становило 101 особу, що проживали у складі 23 сімей.

## Клімат
Середня річна температура становить 10,14 °C, середня максимальна – 28,60 °C, а середня мінімальна – -12,20 °C. Середня річна кількість опадів – 273 мм.
| Клімат поселення                              | Клімат поселення | Клімат поселення | Клімат поселення | Клімат поселення | Клімат поселення | Клімат поселення | Клімат поселення | Клімат поселення | Клімат поселення | Клімат поселення | Клімат поселення | Клімат поселення | Клімат поселення |
| Показник                                      | Січ.             | Лют.             | Бер.             | Квіт.            | Трав.            | Черв.            | Лип.             | Серп.            | Вер.             | Жовт.            | Лист.            | Груд.            |                  |
| Середній максимум, °C                         | 6,36             | 7,39             | 11,97            | 18,55            | 22,96            | 28,60            | 28,56            | 28,16            | 23,74            | 18,08            | 11,15            | 5,93             |                  |
| Середня температура, °C                       | −2,91            | −1,9             | 2,69             | 9,26             | 13,68            | 19,30            | 22,88            | 22,48            | 18,05            | 12,40            | 5,46             | 0,25             |                  |
| Середній мінімум, °C                          | −12,2            | −11,16           | −6,58            | −0,02            | 4,41             | 10,03            | 17,20            | 16,80            | 12,37            | 6,72             | −0,22            | −5,44            |                  |
| Норма опадів, мм                              | 41               | 34               | 49               | 38               | 38               | 9                | 1                | 1                | 1                | 5                | 22               | 34               |                  |
| Середньомісячна швидкість вітру, м/с          | 1.21             | 1.86             | 2.49             | 2.52             | 2.33             | 2.28             | 2.21             | 2.11             | 2.12             | 1.95             | 1.71             | 1.39             |                  |
| Середньомісячна сонячна радіація, кДж/м²·день | 9401             | 12413            | 14966            | 18317            | 22402            | 27018            | 26076            | 24157            | 21177            | 15668            | 11060            | 9168             |                  |
| --------------------------------------------- | ---------------- | ---------------- | ---------------- | ---------------- | ---------------- | ---------------- | ---------------- | ---------------- | ---------------- | ---------------- | ---------------- | ---------------- | ---------------- |
| Джерело:                                      |                  |                  |                  |                  |                  |                  |                  |                  |                  |                  |                  |                  |                  |